# Videogames (Bianca Atzei)
Videogames è un singolo della cantante italiana Bianca Atzei in collaborazione con la cantante Ciao Sono Vale e il cantante e produttore Danti pubblicato l’8 marzo 2022 come estratto dall’album Veronica.